# Exposición internacional reconocida
Una exposición internacional reconocida es una de las dos categorías de exposiciones internacionales que existen en la actualidad, de acuerdo con la enmienda del 31 de mayo de 1988 (vigente desde el 19 de julio de 1996) a la Convención relativa a las Exposiciones Internacionales.

## Características principales
Las características principales de las Exposiciones internacionales reconocidas son:
- Tienen una duración mínima de tres semanas y máxima de tres meses.
- Deben abordar un tema bien delimitado.
- La superficie total del recinto no debe sobrepasar 25 ha.
- Ningún pabellón de un Estado participante puede ocupar un área mayor de 1000 m².
- El Estado organizador deberá proveer a los Estados participantes, libres de cargos, las construcciones que contendrán los pabellones nacionales, a menos que la Oficina Internacional de Exposiciones disponga lo contrario cuando la situación financiera del Estado organizador lo justifique.
- Solamente puede llevarse a cabo una exposición internacional reconocida entre dos exposiciones internacionales registradas.
- Solamente puede llevarse a cabo una Exposición internacional reconocida en un mismo año.[1]

## Terminología
De acuerdo con las recomendaciones del Grupo de Trabajo del Bureau International des Expositions, para fines de comunicación y promoción, se puede utilizar el término «Exposición Especializada» (en el formato Exposición especializada + año + lugar) para hacer referencia a las exposiciones internacionales reconocidas.

## Ediciones de las Exposiciones Internacionales Reconocidas
Hasta antes del 14 de junio de 2008, no se había realizado ninguna exposición internacional reconocida, en razón de que las candidaturas de las exposiciones internacionales pasadas se construyeron de acuerdo con la enmienda del 30 de noviembre de 1972 (en vigor del 9 de junio de 1980 al 18 de julio de 1996) a la Convención relativa a las Exposiciones Internacionales, que no incluía esta categoría. 
La primera Exposición Internacional Reconocida en realizarse fue la Expo 2008 en Zaragoza, España. Posteriormente siguieron la Expo 2012 en Yeosu, Corea del Sur y la Expo 2017 en Astaná, Kazajistán, misma que marcó el debut de estos eventos en la región de Asia Central. Tras la cancelación de la Expo 2023 en Buenos Aires, Argentina, la próxima edición a realizarse será la Expo 2027 en Belgrado, Serbia. Bajo el tema "Ocio para la humanidad – deporte y música para todos" (Play for Humanity – Sport and Music for All), la candidatura serbia resultó triunfadora en la 172a asamblea del BIE en Paris, Francia y logró superar a las de Estados Unidos (en Minnesota), Tailandia (en Phuket), España (en Málaga) y Argentina (en San Carlos de Bariloche).